# Kabesd

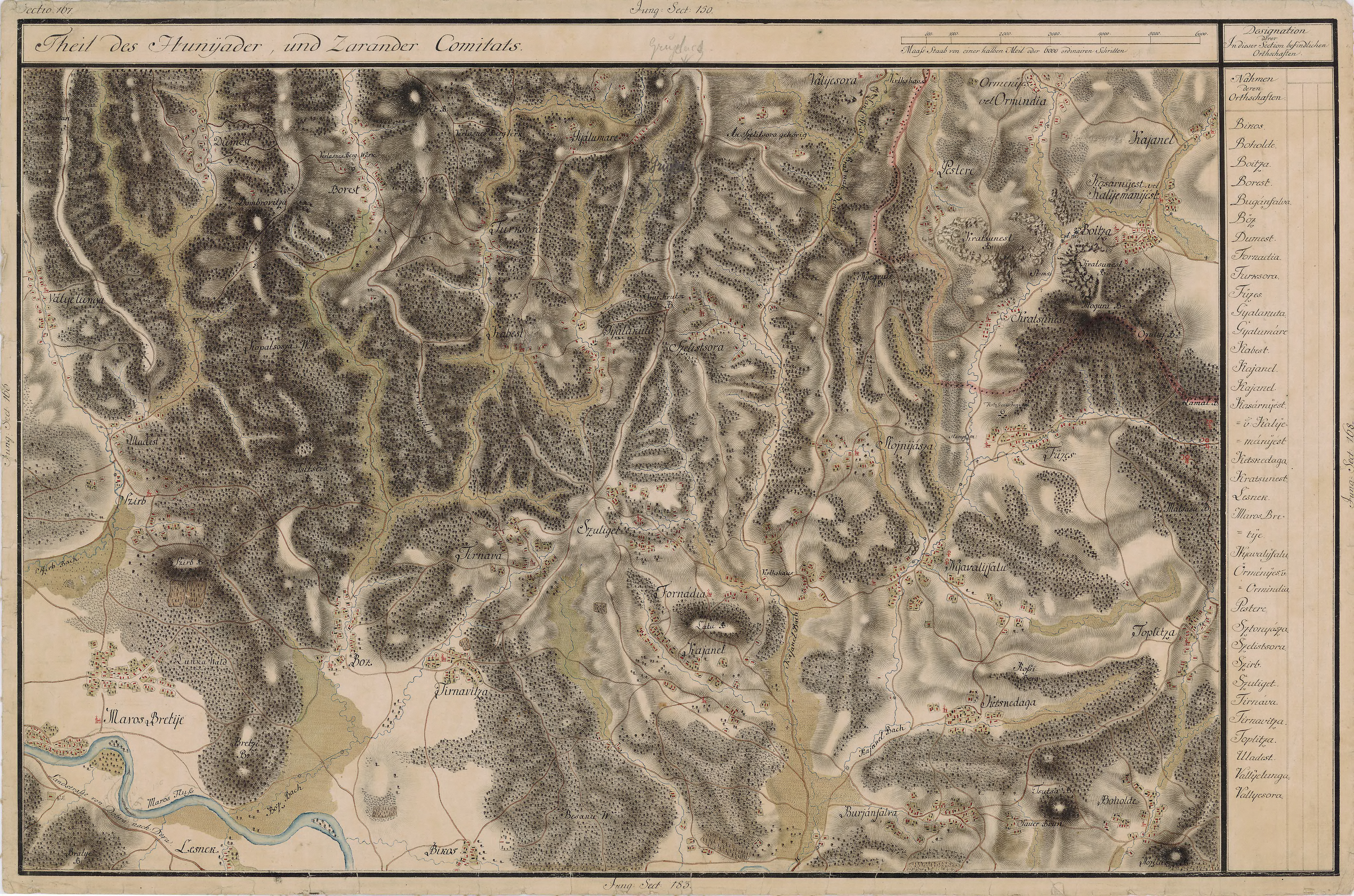
Kabesd egy régi térképen

Kabesd románul: Căbești, falu Romániában, Erdélyben, Hunyad megyében.

## Fekvése
Brádtól délre fekvő település.

## Története
Kabesd, Kabafalva lakói a középkorban magyarok voltak. Nevét 1484-ben említette először oklevél Kabafalwa néven. 1494-ben p. Kabyesth, 1516-ban p. Kabesthfalwa,  1733-ban  Kebesti, 1750-ben Kebest, 1808-ban Kabesa, Kabest, 1861-ben Kábesd praedium, 1888-ban és 1913-ban Kabesd néven szerepelt az írásos forrásokban.
1519-ben p. Kabesd néven a Baracskaiak és a Werbőczyek birtoka volt.
A trianoni békeszerződés előtt Hunyad vármegye Marosillyei járásához tartozott.
1910-ben 238 görögkeleti ortodox román lakosa volt.

## Nevezetességek
- 1673-ban épült, 1864-ben felújított görögkeleti ortodox fatemplomát az Istenszülő születésének szentelték. A romániai műemlékek jegyzékében a HD-II-m-A-03279 sorszámon szerepel.[1]
- Római villa maradványai